# Erik Rhodes (actor)
Erik Rhodes (El Reno, 10 de febrero de 1906 - Oklahoma City,  17 de febrero de 1990) fue un actor y cantante estadounidense de Broadway, veterano de la Segunda Guerra Mundial. Fue un personaje muy importante de la alta sociedad de Nueva York
Nació en Territorio Indio como Ernest Sharpe, en lo que más tarde se convertiría en  Oklahoma. Se le suele relacionar con Fred Astaire y Ginger Rogers, con quienes aparecía en las películas "The Gay Divorcee" en 1934 y "Top Hat" en 1935.
Empezó en Broadway en  1928 con "A Most Immoral Lady" como Ernest Sharpe. Después hizo dos musicales "The Little Show" y "Hey Nonny Nonny!" . Apareció por primera vez como Erik Rhodes en "The Gay Divorcee" en Broadway de 1932-1933 y en Londres en 1933. Su último film de antes de la guerra fue en "On Your Toes", en 1939. 
Se casó en 1972 con Emala y vivieron en  Manhattan hasta principios de los 1980.  Murió de neumonía en Oklahoma City con 84 años, está enterrado en el  El Reno Cemetery en El Reno, Oklahoma.

## Filmografía
- La alegre divorciada (1934)
- Give Her a Ring (1934)
- Top Hat (1935)
- Another Face (1935)
- Old Man Rhythm (1935)
- The Nitwits (1935)
- A Night at the Ritz (1935)
- Charlie Chan in Paris (1935)
- Smartest Girl in Town (1936)
- Second Wife (1936)
- One Rainy Afternoon (1936)
- Special Investigator (1936)
- Chatterbox (1936)
- Two in the Dark (1936)
- Beg, Borrow or Steal (1937)
- Fight for Your Lady (1937)
- Music for Madame (1937)
- Woman Chases Man (1937)
- Criminal Lawyer (1937)
- Dramatic School (1938)
- Say It in French (1938)
- Mysterious Mr. Moto (1938)
- Meet the Girls (1938)
- The Canary Comes Across (1938)
- On Your Toes (1939)

## Broadway
- A Most Immoral Lady 1928 - 1929
- The Little Show1929 - 1930
- Hey Nonny Nonny!1932 -
- Gay Divorce 1932 - 1933
- The Great Campaign 1947 - 1947
- Dance Me a Song 1950 - 1950
- Collector's Item 1952 - 1952
- Can-Can 1953 - 1955
- Shinbone Alley 1957 - 1957
- Jamaica 1957 - 1959
- How to Make a Man 1961 - 1961
- A Funny Thing Happened on the Way to the Forum 1962 - 1964